# Cannalonga
Cannalonga è un comune italiano di 937 abitanti della provincia di Salerno in Campania.

## Geografia fisica

### Territorio
- Classificazione sismica: zona 2 (sismicità media), Ordinanza PCM. 3274 del 20/03/2003.

### Clima
La stazione meteorologica più vicina è quella di Casal Velino. In base alla media trentennale di riferimento 1961-1990, la temperatura media del mese più freddo, gennaio, si attesta a +8,7 °C; quella del mese più caldo, agosto, è di +25,7 °C.
- Classificazione climatica: zona D, 1827 GG.

## Origini del nome
Cannalonga è tagliata in due dal Torrente Mennonia, nel quale pare in passato vi fosse una forte presenza di canne. Secondo alcune fonti, questo tipo di vegetazione, ha dato origine al nome del paese.

## Storia
La fondazione di Cannalonga risale al IX, X secolo D.C., ma divenne un paese conosciuto meglio nelle vicinanze attorno al 1450, quando ebbe inizio la tradizione della Fiera di Santa Lucia, che si ripeteva ogni anno in dicembre. Tale fiera è giunta fino ai giorni nostri, ma è stata già da tempo spostata al sabato che precede la seconda domenica di settembre, con il nome di Fiera della Frecagnola.
Dal 1811 al 1860 ha fatto parte del circondario di Vallo, appartenente all'omonimo distretto del Regno delle Due Sicilie.
Dal 1860 al 1927, durante il Regno d'Italia ha fatto parte del mandamento di Vallo della Lucania, appartenente all'omonimo circondario.

### Simboli
Stemma
(Art. 4 c. 2 dello Statuto)
Gonfalone
(Art. 4 c. 3 dello Statuto)

## Monumenti e luoghi d'interesse
Il cuore del paese è rappresentato dalla caratteristica Piazza del Popolo, su cui si affacciano la chiesa di S. Maria Assunta, il Municipio ed il Palazzo Ducale che fu della famiglia dei duchi di Cannalonga Falletti e della famiglia dei Duchi Mogrovejo, discendenti dalla famiglia del più famoso san Turibio de Mogrovejo, che è tutt'oggi il santo patrono di Cannalonga, accanto a Santa Maria Assunta. Oggigiorno il palazzo appartiene ancora alla famiglia dei duchi Mogrovejo-Romano.

## Società

### Evoluzione demografica
Abitanti censiti

### Etnie e minoranze straniere
Al 31 dicembre 2014 a Cannalonga risultano residenti 6 cittadini stranieri. Le nazionalità sono:
| Paese di nascita | Popolazione (2014) |
| ---------------- | ------------------ |
| Romania          | 5                  |
| Polonia          | 1                  |
| Spagna           | 1                  |

### Religione
La maggioranza della popolazione è di religione cristiana di rito cattolico; il comune appartiene alla diocesi di Vallo della Lucania, con una parrocchia: Santa Maria Assunta.

## Cultura

### Cucina
Piatti Tipici di Cannalonga sono:
- Crapa vudduta, ossia carne di capra bollita con patate e sedano. È il piatto che si consuma da tradizione in occasione della millenaria "fiera della frecagnòla", che fino alla prima metà dell'Ottocento era chiamata "fiera di S. Lucia".
- Laane e ciciari, ossia pappardelle molto larghe con ceci.
- Fusilli al sugo di agnello castrato.
- Pizza chiena, ossia "pizza piena", una torta rustica del periodo di Pasqua, a base di uova, riso, formaggio e salame.
- Tiano, torta rustica molto povera, a base di grano e latte.

### Eventi
Fiera della Frecagnola: si tratta di un evento millenario sorto nel basso Medioevo in onore di santa Lucia. La prima attestazione risale al 1452, quando la fiera era già in pieno svolgimento. Fino alla fine del Seicento si svolgeva il 13 dicembre di ogni anno in un'area esterna all'antico casale, nei dintorni di un'antica cappella rurale dedicata a s. Lucia. Vi si commerciavano animali minuti, cioè maiali, pecore e capre, oltre ad alcuni prodotti artigianali, come scarpe e indumenti di lana. Dopo che il baronato fu ereditato dai Mogrovejo nel 1680, durante il XVIII secolo la fiera fu spostata alla terza domenica di settembre e aveva inizio circa otto giorni dopo la fiera della Croce di Stio. In questa fase si registra un vasto commercio di tessuti di lino e di "generi comuni", ossia oggetti del mondo agro-pastorale. Alla fine dell'Ottocento fu anticipata alla seconda domenica di settembre e si diffuse l'odierna denominazione di "fiera della frecagnòla". Grazie alla capacità dei cannalonghesi di adattarla alle varie epoche storiche, oggi la fiera è l'evento folklorico che meglio rappresenta il Cilento rurale in tutti i suoi aspetti: danze e musiche popolari, artigianato, commercio ed enogastronomia. "Frecagnòla" deriva dal nome collettivo frecanìa con il suffisso diminutivo -ola, cioè “mercato di oggetti poveri”, in base a un'occorrenza del lessema contenuta in un atto notarile del 1584, cioè un contratto di apprendistato stipulato alla fiera di S. Lucia di Cannalonga fra Petrangelo Ruocco e messere Solazzo, un calzolaio di Ceraso. In questo documento la parola frecanìa è usata con questo significato. Nella lessicografia scientifica anche Rohlfs segnala il lemma frecanìa (o fricanìa) nel Nuovo dizionario della Calabria con il valore culinario di "insieme di briciole di pane o di pasta" e con quello economico di "insieme di oggetti poveri". Ciò fa comprendere la diffusione del lessema nell'area lucana e calabrese. Fra Settecento e Ottocento, a seguito dello spostamento a settembre, è avvenuta una rianalisi semantica popolare, per cui frecagnòla ha assunto un significato relativo ai piccoli atti truffaldini che potevano avvenire nel corso della fiera. Da nome collettivo è divenuto nome d'agente con il valore di "imbroglione", "furfante". Con questo nuovo significato, alla fine dell'Ottocento, essendo caduta in disuso la vecchia denominazione, è stata chiamata la fiera in modo ironico.

## Infrastrutture e trasporti

### Principali arterie stradali
- Strada provinciale 118 Innesto SR 488-Cannalonga-Cimitero di Cannalonga.

## Amministrazione

### Sindaci
| Periodo        | Periodo        | Primo cittadino  | Partito                               | Carica  | Note |
| -------------- | -------------- | ---------------- | ------------------------------------- | ------- | ---- |
| 6 giugno 1993  | 27 aprile 1997 | Luigi Pagnotto   | PSI                                   | Sindaco |      |
| 27 aprile 1997 | 13 maggio 2001 | Luigi Pagnotto   | centro                                | Sindaco |      |
| 13 maggio 2001 | 28 maggio 2006 | Luigi Pasca      | centro                                | Sindaco |      |
| 29 maggio 2006 | 15 maggio 2011 | Toribio Tangredi | lista civica                          | Sindaco |      |
| 16 maggio 2011 | 5 giugno 2016  | Toribio Tangredi | lista civica Insieme per la rinascita | Sindaco |      |
| 5 giugno 2016  | in carica      | Carmine Laurito  | lista civica Il paese che vogliamo    | Sindaco |      |

### Altre informazioni amministrative
Le competenze in materia di difesa del suolo sono delegate dalla Campania all'Autorità di bacino regionale Sinistra Sele e all'Autorità di bacino interregionale del fiume Sele.
Il comune fa parte della Comunità montana Gelbison e Cervati.